# Sam Winchester
Samuel "Sam" Winchester (Jared Padalecki) er en fiktiv person fra den amerikanske tv-serie "Supernatural". Han er den yngste søn af parret John (Jeffrey Dean Morgan og Matt Cohen som unge John) og Mary Winchester (Samantha Smith og Amy Gumenick som unge Mary) og yngre bror til Dean Winchester (Jensen Ross Ackles). Da brødrene var ganske små (Dean næsten 5 år og Sam præcist 6 måneder) blev deres mor dræbt af en ukendt ondskab. John fandt hende oppe under loftet, med hendes mave skåret op og i flammer. Dette fik drengenes far til desperat at lede efter hvad, der slog sin unge kone ihjel. Sam og Dean vokser op på landevejen i deres (virkelig fede) sorte chevrolet impala 1967, hvor de, sammen med deres far, leder efter det, der tog Marys liv, og enhver anden ondskab. De møder bade spøgelser, ånder, vampyrer, dæmoner og meget andet.
Sam føler aldrig rigtig at han passer ind i familien. Han elsker ikke "jagten" på sammen måde, som hans bror og far. Han havde heller ikke rigtig noget forhold til sin mor, han elsker hende selvfølgelig, men han ser bare ikke nogen grund til at spilde sit liv på at få hævn for en person, der jo er væk og aldrig kommer tilbage. Som 18-årig bliver han optaget med et fuldt legat på Stanford, et college i Palo Alto, Californien. Da han fortæller dette til sin far, bliver John meget sur/skuffet/vred. Han fortæller Sam, at hvis han går, skal han aldrig komme tilbage. Sam forlader sin familie og taler ikke med dem i 4 år.
Halloween aften, noget tid efter Sams 22 års fødselsdag, genforenes Sam og Dean. Nu lever Sam et lykkeligt og helt normalt liv sammen med sin kæreste Jessica Moore (Adrianne Palicki). Dean fortæller Sam, at deres far er forsvundet, og Sam lover at hjælpe med at lede efter ham i weekenden, men han skal være tilbage inden mandag, da han har et meget vigtigt interview med en juraskole. De prøver at finde deres far det sted han sidst var ude og "jage". De finder ham ikke, men det lykkes dem dog at stoppe et spøgelse (den hvide dame), der dræber utro mænd. Deres far havde efterladt hans aller mest værdifulde og mest dyrebare genstand; hans journal. En bog, der er fyldt med viden John har samlet gennem årene, og hvori der står alt om, hvordan man jager de forskellige monstre. I bogen finder Dean og Sam også nogle koordinater, der måske kan fortælle dem, hvor deres får befinder sig. Dean beder Sam om at tage med, men han nægter; han vil ikke have noget med den overnaturlige verden at gøre længere. Han vil leve et trygt og sikkert liv med Jess. Men da Sam vender tilbage til parrets lejlighed, finder han Jessica i flammer, hængende oppe under loftet præcist som Mary Winchester, da hun døde. Efter tabet af Jessica, tager Sam med Dean, for at finde det, der slog hende ihjel og få hævn. Dette bliver starten på Sam og Deans uhyggelige, spændende og til tider virkelig sjove road-trip. 
Sam udvikler sig meget gennem serien (han er nok den af brødrene, der går gennem den største forvandling). Han starter som en lille uskyldig skoledreng, der for alt i verden bare vil have et normalt liv, men godt ved, at han aldrig vil kunne få det. Senere bliver Sams karakter mere mørk. Han begynder at udvikle foruroligende evner (syner, varsler, telekinese og fornemmelser), der har noget at gøre med det, der slog Mary og Jessica ihjel. Det viser sig at være den dæmon, der dræbte Mary og Jess, og at dæmonen har planer for Sam og alle de andre børn, der er ligesom ham. Dæmonen sender Sam og fire andre "synske børn" (folk på Sams alder, der alle har forskellige evner) til en gold spøgelsesby ved navn Cold Oak, hvor han viser sig for Sam i en drøm og fortæller, at de skal slå hinanden ihjel og vinderen skal lede en hær af dæmoner, som skal starte Jordens undergang. Dæmonen fortæller også Sam, at da Sam var 6 måneder gammel, dryppede han dråber af sit eget dæmonblod ind i Sams mund. Mary opdagede det, og derfor måtte hun dø. Jessica blev også nødt til at dø, så Sam igen ville rejse ud med sin bror, og træne sine evner, sine gaver. Da Sam vågner fra sin drøm, begynder de andre børn at dø én efter én, og det viser sig hurtigt at en pige ved navn Ava, har været der i flere måneder og dræbt massevis af børn som dem. Hun skal til at dræbe Sam, da Jake (en fyr med superstyrke) dræber hende. Sam og Jake beslutter sig for at flygte, men Jake skifter mening og de begynder at slås. Sam vinder faktisk på trods af Jakes superstyrke, grundet hans awesome fight skills. Han skal lige til at dræbe Jake, men lader være, da han ikke vil fuldføre dæmonens onde planer. Han går væk fra den besvimede Jake, og hører sin brors stemme kalde på ham. Han ser sin bror Dean, der har ledt efter ham længe og går ham i møde. Pludselig råber Dean at han skal passe på, men det er forsent. Jake dolker Sam i ryggen. Dean når lige at gribe sin lillebror, inden han falder. Sam dør i sin brors arme. Dean, der er knust af sorg, sælger sin sjæl for at få Sam tilbage. Dean får kun et år at leve i, inden han ender i helvede. Dette ændrer Sams personlighed meget, han bliver mere alvorlig, seriøs og besat af at rede hans bror. Det lykkedes ikke, og mens Dean er i helvede, begynder Sam frivilligt at drikke dæmonblod for at forstærke sine kræfter og få hævn over Deans død. Da Dean på mystisk vis bliver befriet fra helvede af englen Castiel (Misha Collins), fortæller han ikke Dean hvad han har lavet i de fire måneder Dean var væk. Sam bliver afhængig af dæmonblodet, men benægter det over for Dean, der lukker ham nede i et panikrum i kælderen i deres fars gamle ven, Bobby Singers, hus. Her kommer dæmonblodet langsomt ud af hans system. Han hallucinerer om personer fra sin fortid: sin mor, dæmonen Alistair og sit 14årige jeg (Colin Ford). Sam bliver befriet fra rummet af englen Castiel, der handler efter himlens ordre. Han åbner Lucifers bur, og slipper djævlen fri på jorden. Det viser sig at Sam selv er Lucifer. I hvert fald hans sjælekar. Den person hvis krop Lucifer skal besætte under den store kamp med ærkeenglen Michael, hvis sjælekar er Sams storebror Dean. Sam og Dean nægter at være ærkeenglenes sjælekar og beslutter sig for både at bekæmpe himlen og helvede. Til sidst siger Sam dog ja til Lucifer, i håb om at kunne åbne Lucifers bur og selv sprænge i. Det lykkedes og Sam ender i helvede. Inden han sagde ja til Lucifer bad han Dean om at gå ud og leve et normalt liv, sammen med Lisa og Ben (Deans ekskæreste og hendes søn)
Brødrene genforenes et år efter, da Sam bliver befriet fra helvede, dog uden sin sjæl. Sam havde rigtig været i live næsten lige siden han faldt, men ville ikke ødelægge Deans chancer for endelig at få et normalt liv (eller, det påstår han, men det er løgn. Han er pænt ligeglad med Dean, da han jo ikke har nogen sjæl). Dean skaffer Sam hans sjæl tilbage og får Døden (en af de fire Ryttere) til at sætte en "væg" op i Sams hoved, så han ikke ville kunne huske alle de forfærdelige minder om helvede og Lucifer. Væggen bryder sammen og Sam hallucinerer nu om Lucifer og har svært ved at kende forskel på virkelighed og syner. Dean føler sig magtesløs, da han ikke kan hjælpe Sam; der er ingen tryllebesvægelser eller noget du kan dræbe fysisk, det er et psykisk problem Sam selv må håndtere.
1. ↑  Navnet er anført på bokmål og stammer fra Wikidata hvor navnet endnu ikke findes på dansk.